# مقاومة باشكال 1889
كانت مقاومة باشكال عبارة عن مواجهة دامية بين ثلاثة ثوريين من حزب الأرميناكان وبعض من مسؤولي الدولة العثمانية، وقد وقعت في مايو 1889. وقد تمت تسميتها بمقاومة باشكال، على الرغم من أنها حدثت في محافظة وان. كان هذا الحدث هامًا حيث انعكس في الصحف الأرمينية الرئيسية على أنه الوثائق المستردة عن الأرميناكان التي تبين مؤامرة كبيرة للقيام بانتفاضة.

## الحدث
قامت الرفقة كارابت كولاكسيزيان وهوفهانيس أجريباسيان وفاردان جولوشيان بترك قرية هافتفان (أصغر منطقة في إيران) إلى محافظة وان يوم 16 مايو 1889. وأوقفتهم الشرطة العثمانية بالقرب من محافظة وان. وطلبت منهم الشرطة نزع السلاح لحماية الركب المرافق. وأثناء النزاع، توفي جولوشيان وأجريباسيان، وفر كولاكسيزيان هاربًا. استعادت الشرطة رسالتين (وثائق مرفقة) موجهتين إلى كولاكسيزيان، واحدة من أفيتيس باتيجويان من لندن والثانية من ميكيرتيتش بورتوجاليان في مرسيليا.

## انعكاسات
اعتقدت الدولة العثمانية أن الرجال الثلاثة كانوا أعضاءً في جهاز ثوري كبير وانعكس الجدل بالصحف (إسترن إكسبريس، وأورينتال أدفرتايزر، والسعادة، وطارق)، وكانت الردود على الصحف الأرمينية. وفي بعض الدوائر الأرمينية، اعتبر هذا الحدث بمثابة استشهاد وجلب نزاعات مسلحة أخرى.